# Migaama
Le migaama (ou dyongor) est une  langue tchadique parlée au Tchad, dans le département de Guéra, au Sud-Est de Mongo, par les Migami.

## Classification
Le migaama fait partie des langues tchadiques orientales. Les langues tchadiques sont une des branches de la famille afro-asiatique.

## Phonologie
Les tableaux présentent l'inventaire phonémique du migaama tel qu'il est parlé à Baro: les voyelles et les consonnes

### Voyelles
|            |            | Antérieures   | Centrales     | Postérieures  |
| Fermées    | Fermées    | i [i] ii [iː] |               | u [u] uu [uː] |
| Mi-fermées | Mi-fermées | e [e] ee [eː] |               | o [o] oo [oː] |
| Ouvertes   | Ouvertes   |               | a [a] aa [aː] |               |

### Consonnes
|               |               | Labiales | Dentales | Alv.-palat. | Rétroflexes | Palatales | Vélaires |
| Occlusives    | sourdes       | p [p]    | t [t]    |             |             | ty [tʲ]   | k [k]    |
| Occlusives    | sonores       | b [b]    | d [d]    |             |             | dy [dʲ]   | g [g]    |
| Occlusives    | implosives    | ɓ [ɓ]    | ɗ [ɗ]    |             |             | ɗy [ɗʲ]   |          |
| Fricatives    | sourdes       |          |          | s [s]       |             |           |          |
| Fricatives    | sonores       |          |          | z [z]       |             |           |          |
| Nasales       | Nasales       | m [m]    | n [n]    |             |             | ny [nʲ]   |          |
| Liquides      | Liquides      |          |          | l [l]       |             |           |          |
| Roulées       | Roulées       |          | r [r]    |             | r̰ (ɽ) [ɽ]   |           |          |
| Semi-voyelles | Semi-voyelles | w [w]    |          |             |             | y [j]     |          |

### Une langue tonale
Le migaama est une langue à tons qui oppose deux tons, un ton haut et un ton bas. De plus, on trouve des tons modulés.

## Sources
- Jacques Fédry, « Aperçu sur la phonologie et la tonologie de quatre langues du groupe « mubi-karbo » (Guéra) (Dangaléat-Est, Dangaléat-Ouest, bidiyo, dyongor) », dans Jean-Pierre Caprile, Études phonologiques tchadiennes, Paris, SELAF, 1977 (ISBN 2-85297-019-8), p. 87-112
- Hermann Jungraithmayr et Abakar Adams, Lexique migama : migama-français et français-migama (Guéra, Tchad), avec une introduction grammaticale, Berlin, Reimer (ISBN 3496005629)